# Edazija
Edazija (ros. Эдазия) – przystanek kolejowy w pobliżu miejscowości Krasnyj Bor, w rejonie żukowskim, w obwodzie briańskim, w Rosji. Położony jest na linii Briańsk – Smoleńsk.